# 南投市

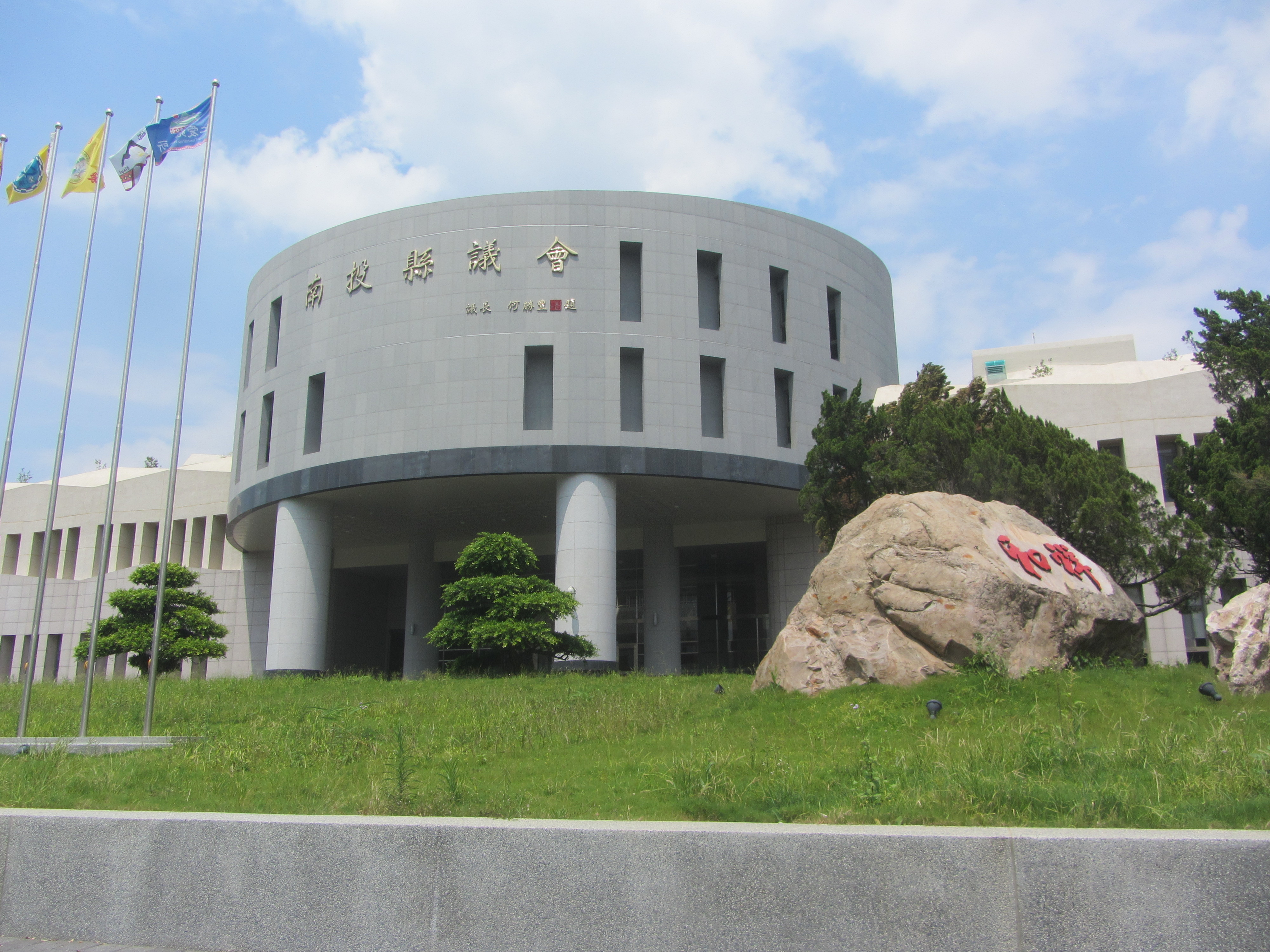
南投県議会ビル

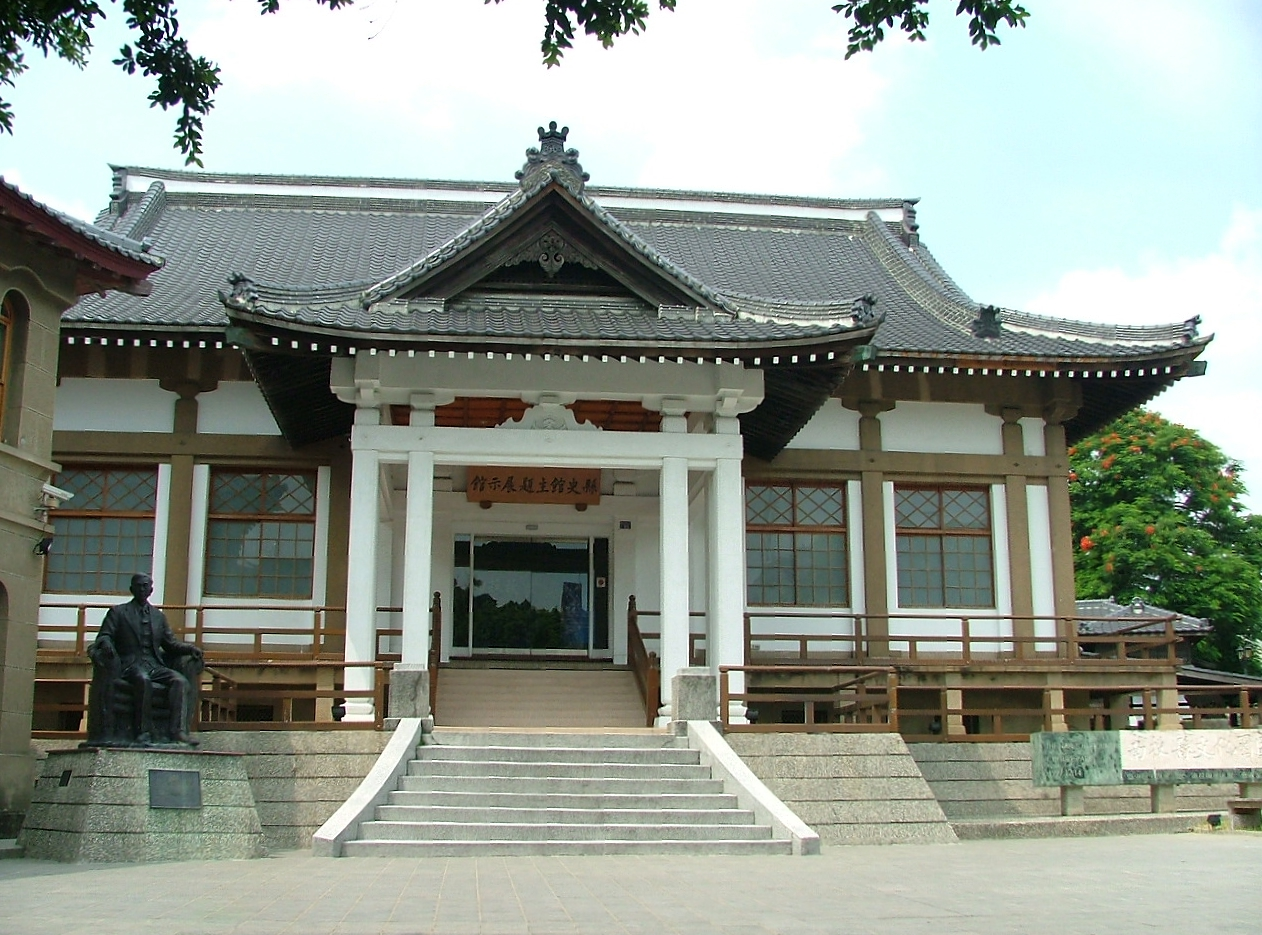
南投県県史館（旧南投武徳殿）

南投市（ナントウし）は中華民国台湾省中部の市。南投県の県轄市で、南投県政府の所在地である。2018年までは台湾省政府の所在地（省都）でもあった。

## 地理
南投市は南投県の北西部に位置し、東は蜈蚣崙を隔てて中寮郷と、西は八卦山脈を隔てて彰化県員林鎮及び社頭郷と、北は草屯鎮と、南は名間郷と接している。市内の東西部は丘陵地となっており、中心部が窪み長い谷地を形成している。谷地の西側に「同源圳」があり、猫羅渓からの灌漑水路網が市内を縦横に巡っており、南投市の水利基礎となっている。

### 行政区
| 地区     | 里 |
| -------- | --- |
| 南投     | 三民里、三和里、三興里、千秋里、仁和里、平和里、南投里、振興里、崇文里、康寿里、嘉和里、嘉興里、彰仁里、漳和里、漳興里、龍泉里 |
| 中興新村 | 内新里、内興里、光明里、光華里、光栄里、光輝里、営北里、営南里                                                                 |
| 南崗     | 平山里、永豊里、新興里、福興里                                                                                                 |
| 八卦台地 | 永興里、福山里、鳳山里、鳳鳴里                                                                                                 |
| 軍功寮   | 東山里、軍功里 |

## 歴史
南投の地名は原住民集落の「南投社」に由来する。乾隆年間漳州府の張姓、南靖県簡姓、林、蕭姓らの人々がこの地に居住するようになり、1759年初に丞館衙門を南投国小の地に設置した。1920年には南投郡となり、1950年に元来台中県に帰属していたこの地域が独立して南投県が設置された。

## 政治

### 行政

#### 市長
歴代市長
| 代 | 氏名 | 任期 |
| -- | ---- | ---- |

## 対外関係

### 姉妹都市･提携都市
国外
- ウェストバレーシティ（アメリカ合衆国 ユタ州)
- 栄州市（大韓民国 慶尚北道)
- 栗原市（日本国 宮城県)

国内
- 馬公市（澎湖県)

## 教育

### 大学
- 国立中興大学

### 高級中学
- 国立南投高級中学
- 国立中興高級中学
- 私立五育高級中学

### 高級職校
- 国立南投高級商業職業学校

### 国民中学
- 南投県立南投国民中学
- 南投県立南崗国民中学
- 南投県立中興国民中学
- 南投県立鳳鳴国民中学
- 私立五育高級中学附属国民中学部

### 国民小学
| - 南投県立南投国民小学 - 南投県立平和国民小学 - 南投県立新豊国民小学 - 南投県立営盤国民小学 - 南投県立西嶺国民小学 - 南投県立徳興国民小学 | - 南投県立光華国民小学 - 南投県立光栄国民小学 - 南投県立文山国民小学 - 南投県立僑建国民小学 - 南投県立漳和国民小学 - 南投県立嘉和国民小学 | - 南投県立光復国民小学 - 南投県立千秋国民小学 - 南投県立漳興国民小学 - 南投県立康寿国民小学 |

## 交通
| 種別 | 路線名称                   | その他  |
| ---- | -------------------------- | ------- |
| 国道 | 国道3号 フォルモサ高速公路 | 南投JCT |
| 省道 | 台3線                      |         |
| 省道 | 台3甲線                    |         |
| 省道 | 台14丁線                   |         |

## 観光

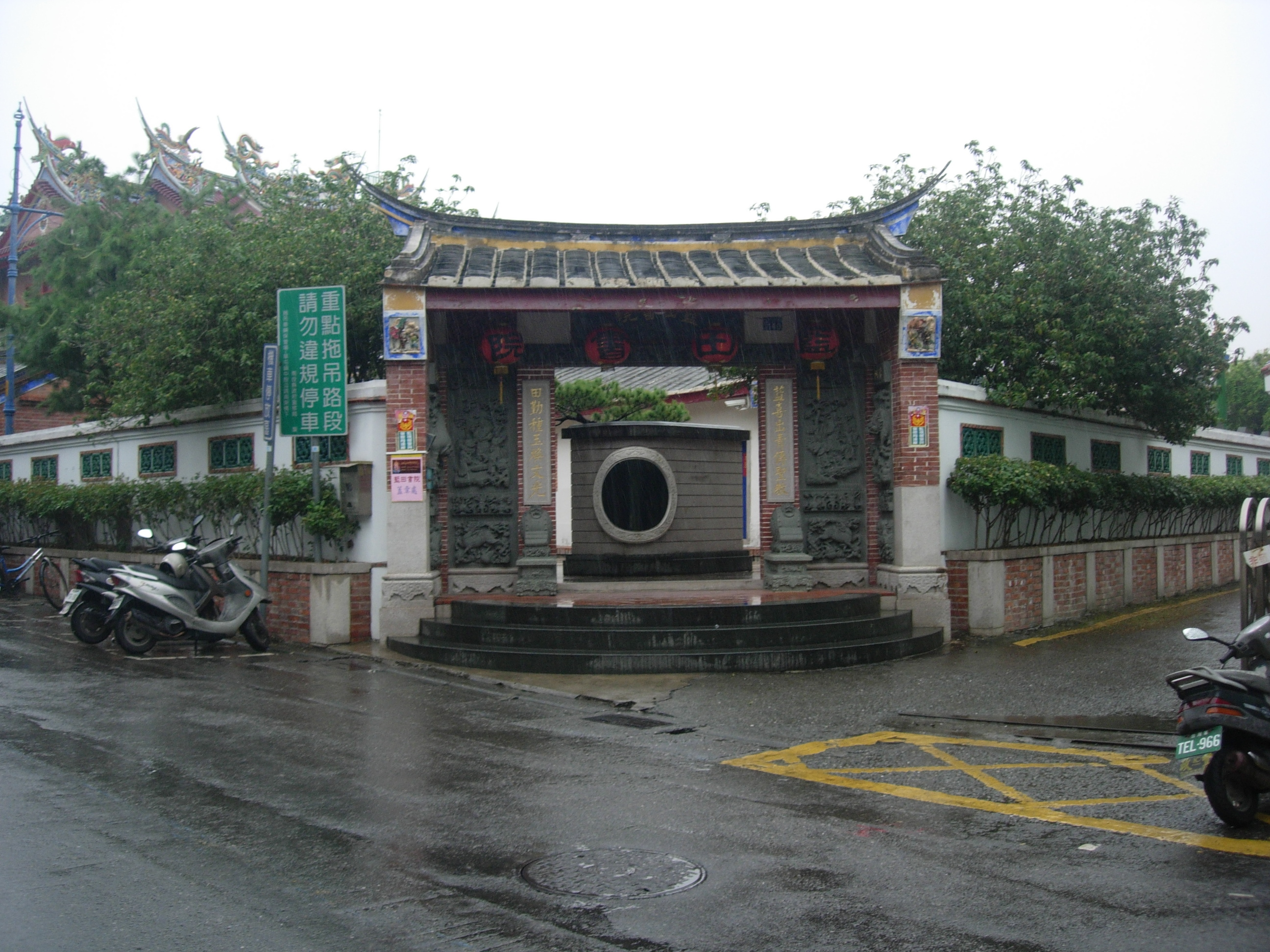
藍田書院

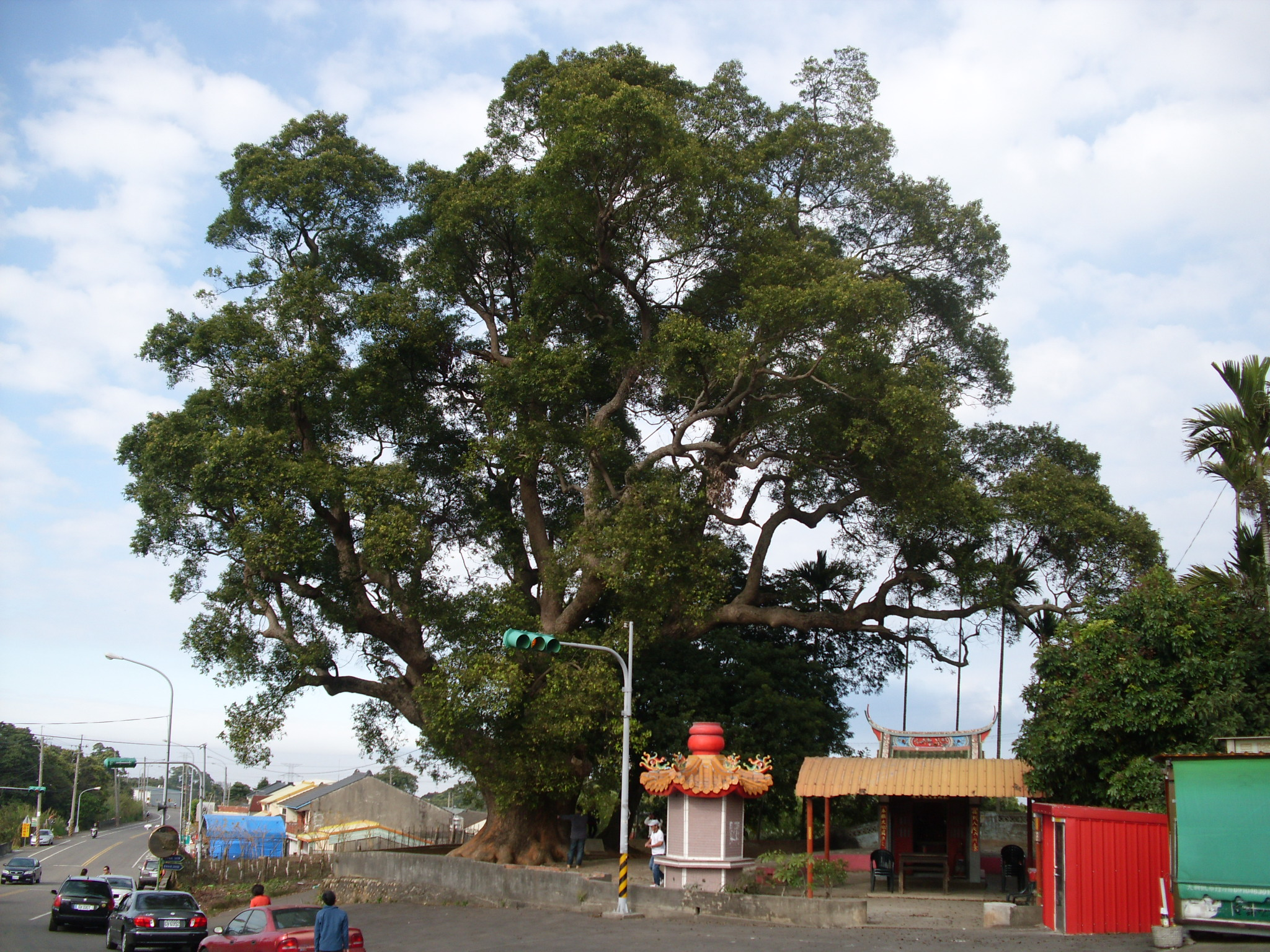
老樟母女樹と竜福宮

- 南投中山公園
- 南投酒廠（中国語版） - ワイナリー
  - 南投蒸留所 - ウイスキー蒸留所
- 微熱山丘鳳梨酥観光工場
- 南投県文化園区（中国語版）（旧南投武徳殿）
- 中興新村
- 慈善宮（中国語版）
- 南投配天宮（中国語版）
- 猴探井遊憩区（中国語版）
- 横山（中国語版）登山歩道
- 緑美橋（中国語版）
- 921大地震紀念碑
- 八卦山
- 藍田書院
- 南投公園
- 旧南投税務出張所（中国語版）
- 日月潭